# 鮑厄爾章克申 (愛達荷州)
鮑厄爾章克申（英語：Powell Junction）是位於美國愛達荷州愛達荷縣的一個非建制地區。該地的面積和人口皆未知。

## 地理
鮑厄爾章克申的座標為46°34′45″N 114°43′07″W / 46.57917°N 114.71861°W，而該地的平均海拔高度為1790米（即5783英尺）。